# Môle-Saint-Nicolas
Môle-Saint-Nicolas (Mòl Sen Nikola ou Omòl en créole haïtien) est une commune d'Haïti et chef-lieu de l'arrondissement de Môle-Saint-Nicolas dans le département du Nord-Ouest, dont le chef-lieu est la commune de Port-de-Paix. La ville est située à l’extrême pointe ouest de la presqu’île du Nord d'Haïti.

## Démographie
La commune est peuplée de 30 795 habitants(recensement par estimation de 2009).

## Histoire

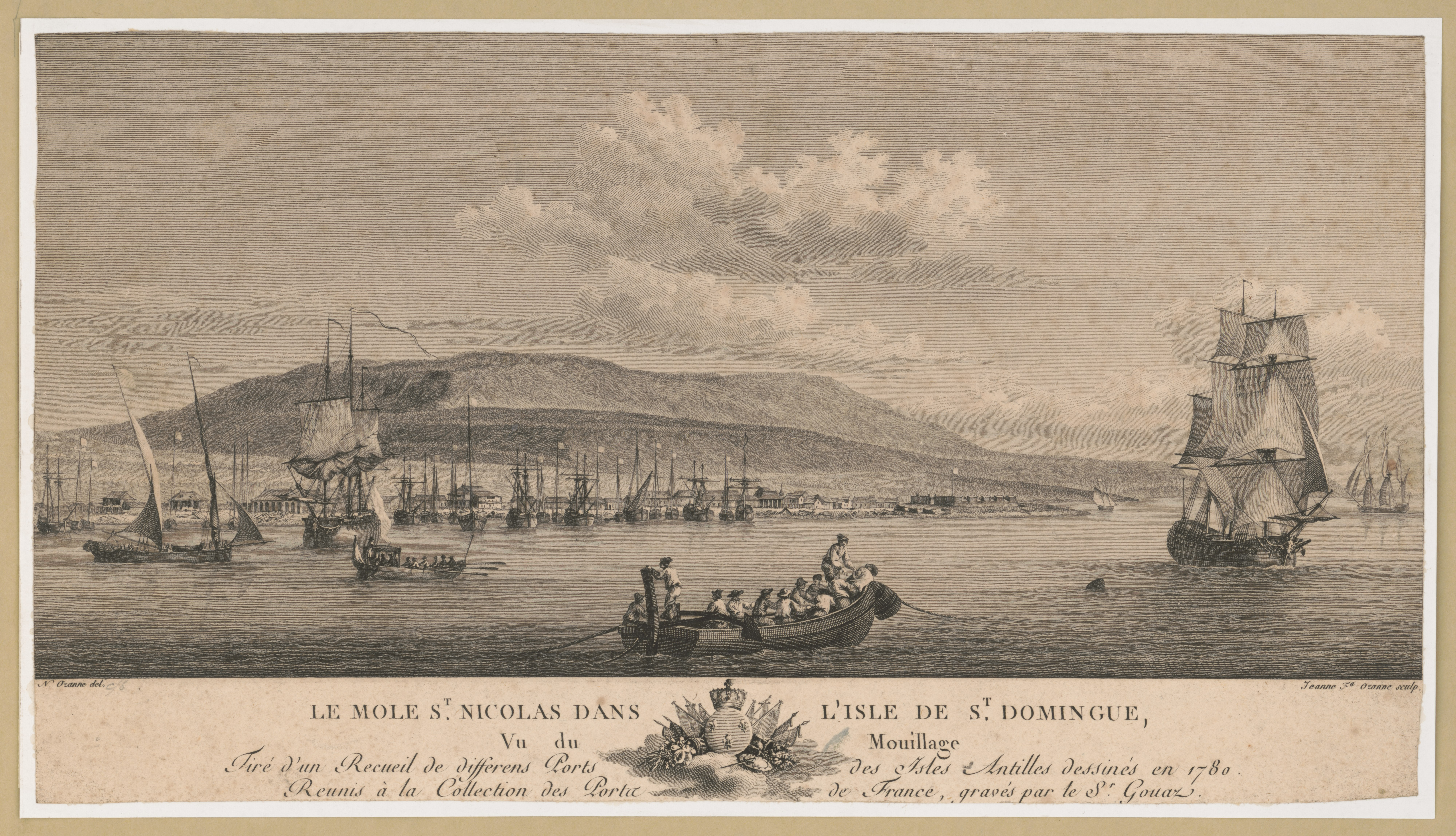
La rade du Môle-Saint-Nicolas à la fin du XVIIIe siècle

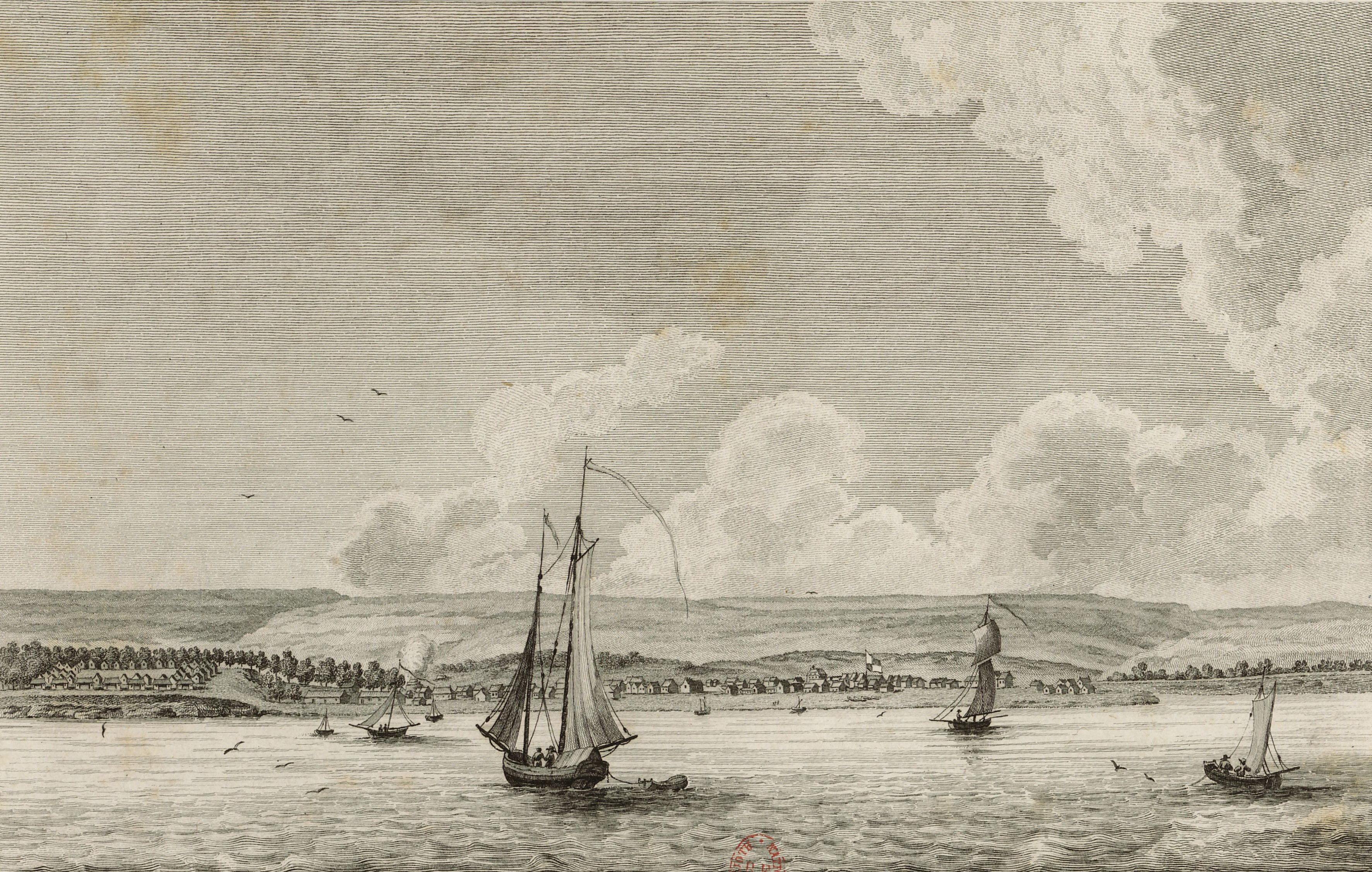
Vue de la ville du Mole St Nicolas, dessin d'Alexis-Nicolas Pérignon et gravure de Nicolas Ponce, 1791.

C'est le 6 décembre 1492, jour de la Saint-Nicolas que Christophe Colomb débarque avec ses hommes pour la première fois dans l'île qu'il baptise « Hispaniola » ("L'espagnole") sur le site de la future commune du Môle-Saint-Nicolas.
À la suite de la guerre de Sept Ans, les Français décident de fortifier le site stratégique de la baie du Môle-Saint-Nicolas, excellent refuge qui garde le passage du Vent, constituant un véritable "Gibraltar des Caraïbes". Ainsi, en 1764 une petite ville au plan quadrillé baptisée du même nom que la baie est créée, il s'agit de l'actuel bourg du Môle-Saint-Nicolas.
Le 31 août 1798, le général anglais Thomas Maitland remet les clés de la ville du Môle au général noir Toussaint Louverture lors de la guerre des fortifications (Revirement de Toussaint Louverture), conformément aux négociations conclues lors de l'armistice du 30 mars 1798 qui avait permis de régler les détails de la retraite de l'armée anglaise de Saint-Domingue, avant l'entrée triomphale du général noir et de son armée d'ex-esclaves dans Port-au-Prince le 16 mai 1798.
En 1891, les États-Unis du Président Harrison propose au Président d'Haïti, Hyppolite d'installer une base militaire sur la baie du Môle. Afin d'Intimider les Haïtiens, une formidable flotte a été envoyée à Port-au-Prince. Cet éventail de forces provoqua une vive protestation de tout le pays, obligeant ainsi le président Hyppolite à adopter une attitude de fermeté qui a mis fin à l’affaire.

## Administration
La commune est composée de Trois (3) sections communales de :
- Côte-de-Fer ;
- Mare-Rouge ;
- Damé

## Économie
Actuellement le Môle vit à 60 % de la pêche, à 15 % d’élevage caprin et à 25 % d’agriculture : pistache, maïs, patate, figue, banane, manioc, cocotier, etc.
Sa beauté naturelle, ses plages de sable fins et blancs, sa large baie protégée des vents, son carénage, baignés par une mer claire et bleuâtre, ses coraux où vivent des multitudes de poissons multicolores, son panorama exotique et luxuriant, ses rues tracées au cordeau et ses vestiges coloniaux, sa fine gastronomie, ses grottes, présentent de réelles potentialités touristiques. Ils ne sont pas actuellement mis à profit. Cependant, depuis début 2009, la ville s'organise autour d'une mairie dynamique pour développer un tourisme authentique et prouver au voyageur alternatif qu'Haïti n'est pas seulement le pays le plus pauvre de l'hémisphère nord comme le clame l'imaginaire occidental. À la manière des célèbres démocraties participatives de ses voisines d'Amérique latine, la ville du Môle a réuni toutes les bonnes volontés, collectivités, services déconcentrés, associations, médias de tous bords en un conseil de développement communal qui rêve le Môle de demain et peaufine sa stratégie pour le mettre en action.
L'accès au Môle-Saint-Nicolas se fait par avion, à 30 min de la capitale haïtienne Port-au-Prince, par route, à 8 h de piste de la capitale par des routes aux paysages variés ou par bateau.